# Nikolai Hopland
Nikolai Søyset Hopland (Aalesund, 24 luglio 2004) è un calciatore norvegese, difensore dell'Heerenveen in prestito dall'Aalesund.

## Carriera

### Club
Hopland è cresciuto nel settore giovanile dell'Aalesund ed ha debuttato in prima squadra il 15 maggio 2021 nell'incontro di 1. divisjon vinto 2-1 contro il Bryne. Nel maggio del 2022 è stato ceduto in prestito al Kristiansund BK ma solo dopo due incontri ha fatto ritorno al club arancioblu.
Il 2 settembre 2024 è stato ceduto in prestito con diritto di riscatto all'Heerenveen, club della prima divisione olandese.

### Nazionale
Ha giocato con le nazionali giovanili norvegesi Under-17, Under-18, Under-19 ed Under-21.

## Statistiche

### Presenze e reti nei club
Statistiche aggiornate al 14 ottobre 2024
| Stagione        | Squadra         | Campionato      | Campionato | Campionato | Coppe nazionali | Coppe nazionali | Coppe nazionali | Coppe continentali | Coppe continentali | Coppe continentali | Altre coppe | Altre coppe | Altre coppe | Totale | Totale | Totale |
| Stagione        | Squadra         | Comp            | Pres       | Reti       | Comp            | Pres            | Reti            | Comp               | Pres               | Reti               | Comp        | Pres        | Reti        | Pres   | Reti   |        |
| --------------- | --------------- | --------------- | ---------- | ---------- | --------------- | --------------- | --------------- | ------------------ | ------------------ | ------------------ | ----------- | ----------- | ----------- | ------ | ------ | ------ |
| 2021            | Aalesund        | 1D              | 14         | 0          | CN              | 1               | 0               | -                  | -                  | -                  | -           | -           | -           | 15     | 0      |        |
| 2022            | Aalesund        | ES              | 3          | 0          | CN              | 0               | 0               | -                  | -                  | -                  | -           | -           | -           | 3      | 0      |        |
| mag. 2022       | Kristiansund BK | ES              | 2          | 0          | CN              | 0               | 0               | -                  | -                  | -                  | -           | -           | -           | 2      | 0      |        |
| 2022            | Aalesund        | ES              | 14         | 1          | CN              | 1               | 0               | -                  | -                  | -                  | -           | -           | -           | 15     | 1      |        |
| 2023            | Aalesund        | ES              | 24         | 0          | CN              | 1               | 0               | -                  | -                  | -                  | -           | -           | -           | 25     | 0      |        |
| 2024            | Aalesund        | ES              | 12         | 0          | CN              | 0               | 0               | -                  | -                  | -                  | -           | -           | -           | 12     | 0      |        |
| 2024-2025       | Heerenveen      | ED              | 4          | 0          | CO              | 0               | 0               | -                  | -                  | -                  | -           | -           | -           | 4      | 0      |        |
| Totale carriera | Totale carriera | Totale carriera | 73         | 1          |                 | 3               | 0               |                    | -                  | -                  |             | -           | -           | 76     | 1      |        |